# نظام عد رباعي
نظام العد الرباعي (بالإنجليزية: Quaternary numeral system) هو نظام عد ذو رقم أساس 4، ويسمى هذا النظام عد رباعي وهي تستخدم غالباً تحت عنوان «أنظمة خاصة» أي أنها ليست شائعة في استخدامها كثيراً في تحويلها إلى نظام عد آخر.

## أمثلة تطبيقية
- 3 + 1 = 10
- 2 + 2 = 10
- 20 + 20 = 100